# Istmo di Perekop

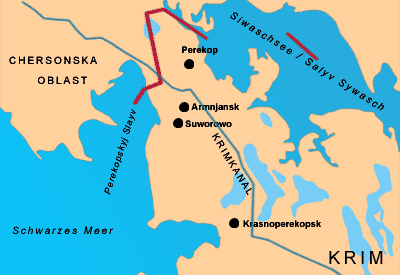
La mappa dell'istmo

L'istmo di Perekop (in ucraino Перекопський перешийок?, Perekops'kyj perešyjok; in russo Перекопский перешеек?, Perekipskij perešeek; in tataro di Crimea: Or boynu; in turco Orkapı) collega la penisola della Crimea con la terraferma a Nord.
Largo dai 5 agli 8 km, separa il mar Nero dal mar d'Azov.

## Storia
A causa della sua importanza strategica, in passato l'istmo è stato ripetutamente sede di aspri combattimenti per la conquista della Crimea. Già i greci e i tatari vi costruirono roccaforti e fino al XV secolo vi fu una popolosa colonia genovese. A partire dal 1783 l'istmo appartenne alla Russia imperiale e nel 1954 entrò a far parte, insieme alla Crimea, della Repubblica Sovietica dell'Ucraina. Il 2 marzo 2014 truppe russe si sono stabilite sull'istmo dove hanno messo un punto di controllo tra l'Ucraina e la Crimea, che adesso è de facto territorio russo.

## Geografia
A sud del villaggio di Perekop si trovano alcuni laghi salmastri che fanno parte del bacino del Sivaš.